# 三K黨條款
三K黨條款（英語：Third Enforcement Act）是美国国会授权美國总统可以暫停某些白人種族主義者的人身保護令以打击三K党和其他白人至上组织的法律。该法案由美国第42届国会所批准，并于1871年4月20日由美国总统尤利西斯·辛普森·格兰特签署後正式成为法律。
該項法案由美國總統尤利西斯·辛普森·格兰特所提出。格兰特提出这一法案的原因是，他曾收到一份报告，該報告表示在美國美國深南部，特别是在南卡罗来纳州，普遍存在着白人對黑人的种族威胁。他认为，他需要扩大自己的权力，才能有效地进行干预种族威胁。该法案通过后，美國总统第一次拥有了既可以主动镇压各州的骚乱，又可以暂停人身保护令的权力。格兰特在总统任内多次毫不犹豫地使用了暂停人身保护令这一权力，结果使得當時的三K党被彻底瓦解，三K党直到20世纪上半叶才重新出现。